# Púrpura y azul Han

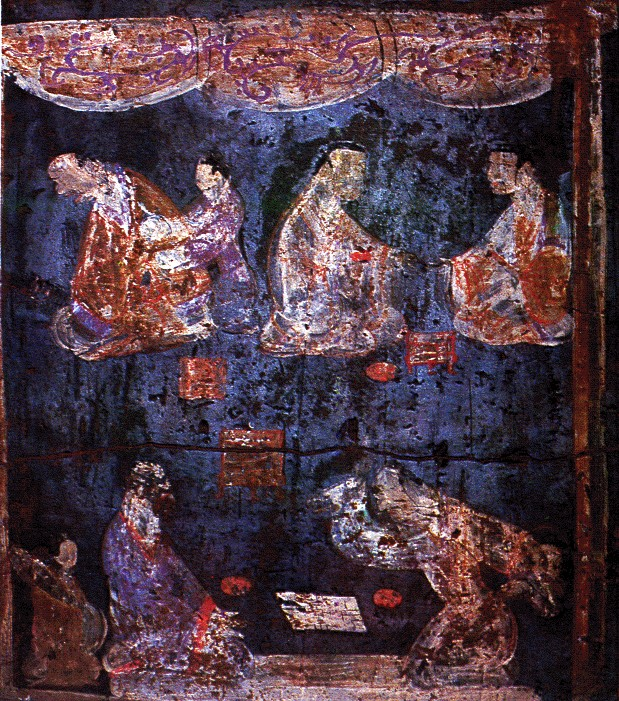
Detalle de un mural encontrado en una tumba Han Oriental cercana a Luoyang, Henan. Muestra a un par de jugadores de Liubo, contiene pigmentos de tanto azul Han como púrpura Han.

Púrpura Han y azul Han (también conocidos como azul y púrpura chinos) son pigmentos sintéticos de bario, cobre y silicatos desarrollados en China usados desde el período de Zhou Occidental (1045-771 a. C.) hasta el fin de la Dinastía Han (~220).

## Color
La azurita era el único pigmento natural azul usado en la China antigua. Previo a la invención de estos pigmentos sintéticos no había ningún pigmento púrpura de origen natural en esta zona.
El Azul Han en su forma pura es, como lo sugiere el nombre, azul.
El púrpura Han en su forma pura es de hecho de un color azul oscuro, parecido al añil. Se le llama coloquialmente púrpura ya que es un color entre el azul y el rojo, técnicamente, según la teoría del color es un color no espectral entre el rojo y el violeta en la llamada "línea de púrpuras" en el espacio de color CIE 1931. Posiblemente, un nombre más acertado sea el de "Índigo Han" aunque podría también ser considerada una sombra brillante de la ultramarina (la clasificación de color de la ultramarina, no como pigmento).
El color morado visto en muestras de púrpura Han es creado por la presencia del óxido de cobre (I) (Cu2O) de color rojo cuando el pigmento se descompone (el rojo y el azul crean el púrpura). La descomposición del púrpura Han para formar óxido de cobre (I) corresponde a la ecuación química:
3 BaCuSi2O6 → BaCuSi4O10 +  2 BaSiO3 + 2 CuO
Por sobre los 1050 °C, el óxido de cobre (II) se descompone para formar óxido de cobre (I):
4 CuO →  2 Cu2O + O2

## Química
Tanto el azul como el púrpura Han son silicatos de bario y cobre (conteniendo bario, cobre, silicio, y oxígeno).  Aunque difieren en su fórmula, estructura, y propiedades químicas.

### Fórmula química y estructura molecular

#### Púrpura Han
El púrpura Han tiene la fórmula química BaCuSi2O6.
El púrpura Han tiene una estructura en capas con anillos de silicatos aislados, conteniendo enlaces cobre-cobre que hacen que este compuesto sea más inestable que el azul Han donde los enlaces metal-metal son más raros.

#### Azul Han
El azul Han tiene la fórmula química BaCuSi4O10. En 1993,  se descubrió que ocurre naturalmente en el mineral raro llamado: effenbergerita.
Ambos pigmentos tienen una estructura en capas con el silicato conformando su cuerpo principal, sin embargo, de los dos, el más estable es el azul Han debido a características estructurales como:
- Posee más sílice.[6]
- Cada anillo de silicato está conectado a otros cuatro adyacentes creando un zig-zag.[4]
- Los iones de cobre son fuertemente contenidos dentro de la estructura estable de silicatos.[3]

### Propiedades químicas y físicas
Las propiedades físicas de estos pigmentos son similares lo cual permite su mezcla pero difieren en sus propiedades químicas.

#### Propiedades exóticas y aplicaciones para la superconductividad y la investigación en computación cuántica
En 2006 científicos de Stanford, el Laboratorio Nacional de los Álamos y el Instituto de Física del Estado Sólido (Universidad de Tokio), mostraron que el púrpura Han "pierde una dimensión" bajo condiciones determinadas al entrar en un nuevo estado como un Condensado de Bose-Einstein. 
" Hemos demostrado, por primera vez, que el comportamiento colectivo en un material en masa de tres dimensiones puede ocurrir en sólo dos dimensiones. La baja dimensionalidad es el ingrediente clave en muchas de las teorías exóticas que intentan explicar fenómenos poco entendidos, incluyendo la superconductividad a altas temperaturas, aunque hasta ahora no hay claros ejemplos de 'reducción dimensional' en materiales reales," dijo Ian Fisher
Otros miembros del equipo de investigación aludieron a las potenciales aplicaciones de la computación cuántica. En computadoras convencionales, cargas de electrones transportan información, pero el espín electrónico puede jugar en el futuro un rol similar en dispositivos "espintrónicos":
"Corrientes de espín son capaces de llevar lejos más información que una corriente de cargas convencionales," declaró Suchitra Sebastian. Notó Fisher que: "Nuestro grupo de investigación se enfoca en nuevos materiales con propiedades magnéticas no convencionales y propiedades electrónicas. El púrpura Han fue sintetizado por primera vez hace más de 2500 años, pero sólo recientemente hemos descubiertos cuán exótico es su comportamiento magnético. Te hace pensar qué otros materiales hay que todavía no hemos comenzado a explorar."

#### Púrpura Han
El púrpura Han es químicamente y termalmente menos estable que su contraparte azul. Se descompone en ácido y se apaga. Este pigmento comienza a descomponerse a temperaturas mayores a los 1050-1100 °C y forma un cristal verde-negro a los 1200 °C. Se vuelve más púrpura cuando es molido.

#### Azul Han
El azul Han es química y térmicamente más estable. No se descompone en ácidos diluidos. Se vuelve más azulado cuando es molido.

## Fabricación
La manufactura depende de los materiales, sus proporciones, flujo, temperatura, situación atmosférica y tiempo de reacción.
La producción parece haberse centrado en el norte de China, unos 200-300 km al norte de la ciudad de Xi'an. Esta área posee grandes depósitos de materiales en bruto. No se han encontrado registros escritos sobre la producción de estos pigmentos, por lo que la información sobre su creación se ha conseguido mediante la experimentación.

### Materiales crudos
Los materiales crudos necesarios son el mineral de bario, cuarzo, mineral de cobre y una sal de plomo. Se desconoce si los minerales eran usados en su forma natural, o sí existía algún tipo de tratamiento, aunque no existe aun ninguna evidencia sobre el tema.
La fuente de bario era o witherita (BaCO3) o baritina (BaSO4). La rareza de la witherita puede favorecer a la baritina como la fuente principal. La baritina tiene una velocidad de descomposición más lenta y por lo tanto favorecía la producción del azul Han. Por el contrario, la witherita favorece al púrpura Han. En el uso de la baritina, sales de plomo (carbonato de plomo o óxido de plomo) habrían sido necesarias para aumentar el rendimiento. El plomo ha sido asociado a ambos colores.
El plomo actúa como un catalizador en la descomposición de los minerales de bario y como un fundente. La cantidad de plomo es importante, ya que demasiado (más del 5%) causa la fusión parcial del vidrio por sobre 1000 °C.
La función del plomo es
BaSO4 + PbO  PbSO4 + BaO

### El proceso de fabricación
El azul Han se prepara utilizando malaquita, sílice y witherita como materiales crudos libera dióxido de carbono y vapor de agua como subproductos según la reacción siguiente:
Cu2(CO3)(OH)2 + 8 SiO2 + 2 BaCO3 → 2 BaCuSi4O10 + 3 CO2 + H2O
La reacción en estado sólido para la producción de silicatos de bario y cobre comienza a los 900 °C. El púrpura Han es el que se forma más rápido mientras que el azul se forma cuando un exceso de sílice está presente y se permite un tiempo de reacción más largo. Tempranamente en China, la manufactura era usualmente una mezcla de ambos colores pero se han llegado a producir puros. El azul Han podría haberse llevado a fundirse, pero el púrpura no se fusiona de forma homogénea por lo que se debería haber tenido que haber utilizado un proceso de sinterización.
La exposición prolongada al fuego causa que el púrpura se rompa y forme azul:
3 BaCuSi2O6 → BaCuSi4O10 + 2 BaSiO3 + 2 CuO
La temperatura necesitaba ser alta (alrededor de los 900-1000 °C) y mantenida allí por largos períodos. El púrpura Han es térmicamente sensible, por lo que la temperatura debía ser mantenida relativamente constante (±50 °C). El azul Han es menos sensible a las variaciones en la temperatura. 
Bajo las condiciones adecuadas, la manufactura del púrpura Han podría haber llevado entre 10 y 24 horas, mientras que el azul podría haber tomado más del doble.
La temperatura podría haber sido controlada mediante el testeo de los materiales usados para calentar el horno, además de su forma, tamaño y material. La tecnología necesaria para conseguir las altas temperaturas era probablemente conocida gracias a la producción de metal y cerámica. Por ejemplo, el posible uso de fuelles como en la metalurgia.

## Comparación
| Características                       | Púrpura Han                | Azul Han                    |
| ------------------------------------- | -------------------------- | --------------------------- |
| Fórmula química                       | BaCuSi2O6 ((BaO·CuO·2SiO2) | BaCuSi4O10 ((BaO·CuO·4SiO2) |
| Temperatura mínima para la producción | 900 – 1000 °C              | ~1000 °C                    |
| Tiempo de fabricación                 | 10 – 24 horas              | 20 – 48 horas               |
| Temperatura de descomposición         | 1050 – 1100 °C             | >1200 °C                    |
| ¿Estable térmicamente?                | No                         | Sí                          |
| ¿Estable en ácidos?                   | No                         | Sí                          |
| ¿Aumento del color cuando es molido?  | Sí                         | Sí                          |

## Orígenes

### Azul Han y azul egipcio
Tanto el azul Han y el azul egipcio tienen la misma estructura básica y propiedades similares. La principal diferencia es que el azul egipcio (CaCuSi4O10) tiene calcio, mientras que el azul Han tiene bario (BaCuSi4O10). La semejanza entre ambos llevó a la sugerencia que el azul Han fue creado en base a los conocimientos referidos al azul egipcio que podrían haber sido transmitidos a lo largo de la Ruta de la Seda. A pesar de esto, innovación independiente llevada a cabo en China habría sido necesaria para reemplazar el calcio con bario (Los pigmentos han comienzan a formarse 100-200 °C más alto que el azul egipcio).
Las dos hipótesis sobre la cronología de la invención de estos pigmentos azules puede resumirse en:
- Las técnicas más tempranas respecto al acristalamiento de metales estaban basadas en conocimiento egipcio, pero el uso de los pigmentos de los silicatos de cobre (azul egipcio y Han) fueron desarrollados independientemente en China y Egipto.[3]
- A pesar de esto, ejemplos del azul Han anteriores a la formación formal de la Ruta de la Seda han sido encontrados por lo que indicaría que el desarrollo del pigmento fue totalmente independiente.[14]

### Posibilidad de la invención china
La teoría en contra del vínculo con el azul egipcio incluye la ausencia de plomo en la técnica egipcia, además de la falta de ejemplos de azul egipcio en China.
El uso de componentes de cuarzo, bario y plomo en el cristal de la China Antigua y los pigmentos púrpura y azul Han, han llevado a la conexión entre la fabricación de vidrio y la manufactura de pigmentos que podrían apoyar la teoría de la invención china.  Los alquimistas taoístas podrían haber desarrollado el púrpura Han gracias a su conocimientos sobre fabricación de vidrio.
La fluctuación en el uso de los cristales de bario, el azul y el púrpura Han siguen patrones similares, ambos tuvieron su pico de popularidad en la dinastía Han, mientras que su popularidad decreció poco después. De las dinastías anteriores a la Han hasta la Tang podemos observar una tendencia desde los vidrios basados en silicatos de bario y plomo hacia el vidrio común con plomo. El porqué de la disminución en su manufactura es debatible, Liu et al. se lo atribuyen al declive del Taoísmo cuando el Confucianismo fue introducido, ya que vinculan la manufactura de pigmentos con la ideología Taoísta. Berke (2007) cree que cambios políticos frenaron la distribución de los pigmentos ya que el Imperio Chino fue dividido a fines del período Han. [cita requerida]

## Usos en contextos culturales
El azul Han parece haber sido favorecido en períodos más tempranos (Zhou), mientras que el púrpura lo fue en períodos más tardíos (~400 AC).
Los pigmentos Han consisten en distintas combinaciones de azul, púrpura y otros componentes incoloros. Al moler juntos los dos se podrían haber conseguido distintos tonos de azul-púrpura.
Los pigmentos fueron utilizados para:
- Cuentas (desde el período Zhou tardío (1201–771 a. C.)[3]
- Palos octogonales (en el periodo de reinos combatientes[12])
- El Ejército de Terracota (dinastía Qin)
- Figurines pintados (dinastía Han)
- Envases cerámicos (dinastía Han)
- Objetos de metal (dinastía Han)
- Pinturas de pared (dinastía Han)

### Cuentas
Algunos de los ejemplos más tempranos del uso de los pigmentos  Han son cuentas que datan del período Zhou. Los pigmentos están presentes tanto como cuerpo compactos o barnizados.

### Palos Octogonales
Estos son cuerpos compactos  (varillas/palos sólidos) con colores que van del azul claro al púrpura oscuro. La gama de colores se debe a las distintas proporciones de pigmentos utilizados. Se piensa que estos eran utilizados como palos de pigmento para ser comercializados y ser posteriormente molidos y convertidos en pinturas. Aunque también podrían haber tenido importancia propia como objetos ceremoniales o burocráticos de importancia.

### Ejército de terracota
El púrpura y azul Han fueron utilizados por primera vez en pinturas en la dinastía Qin. El púrpura Han fue utilizado para el Ejército de Terracota en la tumba del Emperador Qin Shi Huang, el coste de producción de este y otros pigmentos en tales cantidades habría enfatizado el lujo y el estatus. El púrpura Han parece haber sido usado principalmente en los pantalones de los guerreros. El pigmento fue fijado a la superficie de la terracota con laca. 
Los guerreros fueron cocidos a la misma temperatura necesaria para la manufactura de los pigmentos (950-1050 °C), por lo que los mismos hornos podrían haber sido usados en ambos procesos. 
No hay evidencia que indique que el azul Han haya sido usado para pintar a los guerreros (la azurita fue usada para el azul).

### Figurines de cerámica pintada
Pequeños figurines de cerámica han sido encontrados en tumbas de áreas como Xuzhou, en la provincia de Jiangsu. y en las tumbas del Emperador Liuqi y su Emperatriz (156-141 a. C.)

### Envases cerámicos
Ambos pigmentos fueron utilizados en la decoración de Hu un tipo de vasija gris oscura de cerámica en la dinastía Han.

### Objetos de metal
Envases de bronce en la Dinastía Han, como un envase y tapa de un ahumador decorados con púrpura Han.

### Pinturas de pared
- Un dintel y frontón de una tumba Han cercana a Luoyang fueron pintados con un azul claro hecho a partir de estos pigmentos.[12]
- Un mural en una tumba del período Han Oriental en la zona de Xi'an es uno de los últimos ejemplos encontrados sobre el uso de pigmentos sintéticos de silicatos de bario y cobre.[17]

## Preservación
Debido a la inestabilidad del púrpura Han, muestra signos importantes de deterioro en artefactos arqueológicos excavados. El óxido de cobre (I) formado en la descomposición del púrpura Han (ver la sección sobre el color) se mantiene estable mientras que el púrpura continúa deteriorándose, incrementando con el tiempo su tono purpúreo.
El púrpura Han se descolora en ácido, por lo que partículas incoloras en pigmentos Han que eran originalmente púrpuras pueden ser encontradas.
Además, el azul Han tiene propiedades fungicidas por lo que se preserva mejor. El púrpura reacciona con el ácido oxálico para formar BaCu(C2O4)2. El color azul claro de este polímero de coordinación puede explicar la decoloración de los pantalones de algunos de los soldados del Ejército de Terracota, debido a la presencia de líquenes excretores de oxalatos.